# Leda (måne)
 For alternative betydninger, se Leda. (Se også artikler, som begynder med Leda)
Leda er en af planeten Jupiters måner: Den hører til Himalia-gruppen, en underinddeling af Jupitermåner med omløbsbaner der ligner Himalias.
Leda blev opdaget fra Mount Palomar-observatoriet den 11. september 1974 af astronomen Charles Thomas Kowal, umiddelbart efter at han havde optaget billeder på fotografiske plader gennem tre nætter i træk, fra den 11. til den 13. september – Leda ses på samtlige af disse plader.

Månen, der også kaldes for Jupiter XIII, har fået sit navn fra Spartas dronning (og Zeus' elskerinde) Leda fra den græske mytologi. Den må ikke forveksles med småplaneten 38 Leda.
Leda har en gennemsnitlig diameter på 20 km, og dens massefylde, 2,6 g/cm³ tyder på at den primært består af klippemateriale. Dens overflade er temmelig mørk, med en albedo på kun 4%.

Leda blev opkaldt efter en kvinde i græsk mytologi. Ifølge en legende blev hun forført af Zeus (den græske ækvivalent til den romerske gud, Jupiter), der havde taget form af en svane. Denne parring blev afbildet af en række kunstnere, herunder Leonardo da Vinci og Michelangelo. I denne historie fødte hun Zeus to børn: Pollux og Helen.I en anden beretning var Helen imidlertid afkom af Zeus (i form af en svane) og Nemesis (i form af en gås). Ifølge denne legende lagde Nemesis et æg efter hendes møde med Zeus, som en hyrde bragte til Leda. Helen klækkede ud af ægget, og Leda opfostrede hende som sin egen datter. Månens opdager, Charles T. Kowal, foreslog navngivningen af satellitten, der sidde sammen med en række astronomer på den tid, der foretrak det gamle nummereringssystem. Han foreslog "Leda", hvis der alligevel skulle tildeles navne.Et navn, der ender med "a", blev valgt i overensstemmelse med Den Internationale Astronomiske Unions politik for at udpege Jupiters ydre måner, der har progradebaner (kredser i samme retning som Jupiters rotation)